# Canzoni per metà
Canzoni per metà è il sesto album in studio del cantautore italiano Dente, pubblicato nel 2016.

## Tracce
1. Canzoncina
2. Geometria sentimentale
3. Come eravamo noi
4. Attacco e fuga
5. Cosa devo fare
6. La rotaia e la campagna
7. I fatti tuoi
8. Curriculum
9. Appena ti vedo
10. Se non lo sai
11. Senza stringerti
12. Il padre di mio figlio
13. Ogni tanto torna
14. L'ultima preoccupazione
15. Noi e il mattino
16. Impalcatura
17. Le facce che facevi
18. Fasi lunatiche
19. L'amore non è bello
20. Senza testo? 2.0

## Formazione
- Giuseppe Peveri - voce, chitarra, basso, batteria, tastiere.